# Litsea miana
Litsea miana är en lagerväxtart som beskrevs av André Guillaumin. Litsea miana ingår i släktet Litsea och familjen lagerväxter. Inga underarter finns listade i Catalogue of Life.